# El Sayed Hamdy
El Sayed Hamdy (tiếng Ả Rập: السيد حمدي) (sinh ngày 1 tháng 3 năm 1984) là một tiền đạo bóng đá người Ai Cập thi đấu cho câu lạc bộ Ai Cập Misr El Makasa. as well as the đội tuyển quốc gia Ai Cập.
Anh được triệu tập lần đầu vào đội tuyển Ai Cập năm 2009 để thi đấu giao hữu trước Guinée ở Cairo vào ngày 12 tháng 8 năm 2009. Anh có màn ra mắt cho Ai Cập và thi đấu hết trận kèm pha kiến tạo ở phút 92 cho bàn thắng gỡ hòa của Ai Cập để có tỉ số hòa 3-3. Hamdi là vua phá lưới của Giải bóng đá Nile Basin 2011, khi ghi được 6 bàn thắng.